# Pierre Guariche
Pierre Charles Guariche, né à Bois-Colombes le 6 juin 1926 et mort à Bandol le 19 juillet 1995, est un décorateur et ensemblier français.

## Biographie
Après l'obtention d'un diplôme en 1949 au sein de l'ENSAD où il côtoie l'enseignement de René Gabriel, il entre en stage chez Marcel Gascoin avant de créer sa propre agence.
Il participe, de 1953 à 1957, à l'Atelier de recherches plastiques (A.R.P.), avec Michel Mortier et Joseph-André Motte.
Ses luminaires, dont l'emblématique Cerf-Volant, sont édités dès 1950 par Disderot. Certains modèles sont réédités par Sammode depuis 2018. Son mobilier est édité par la Galerie MAI, Meubles TV, Huchers-Minvielle, Steiner, Meurop, et plus récemment Cinna.
Architecte d'intérieur, il réalise, avec son agence, plusieurs centaines d'aménagements dont le Conseil Général et la préfecture de l'Essonne, le Tribunal de Grande Instance de Créteil, Le Méridien porte Maillot, l'aménagement de plusieurs centaines de studios et appartements à La Plagne (ainsi que les télécabines 6 places en aluminium de la Grande Rochette, de nombreuses boutiques, une chapelle, deux cinémas...), l'aménagement intérieur et le mobilier de deux résidences à Bandol, les sièges sociaux de la Sonacotra, d'Urge, des appartements témoin à Firminy, au Havre…
En 1965, il reçoit le prix René-Gabriel.
Dès 1983, Alan Grizot, le pionnier des Arts Décoratifs français des années 1950, présente dans sa galerie le luminaire Cerf-Volant et le lampadaire à double balancier.
La Galerie Pascal Cuisinier, spécialisée cette génération de premiers designers français dont Pierre Guariche fait partie, lui consacra une importante exposition en 2012 Pierre Guariche, créateur de lumières : 1950-1959, réunissant l’ensemble de ses luminaires. À la fin de l'année 2020, la Galerie Pascal Cuisinier lui dédia une seconde exposition intitulée Pierre Guariche early design,. 
Pierre Guariche a conçu le mobilier pour la Maison de la Culture Le Corbusier à Firminy dans la Loire.